# رولند مانوکیان
رولند مانوکیان (انگلیسی: Roland Manookian؛ زادهٔ ۲۱ مارس ۱۹۸۰) بازیگر ارمنی‌تبار اهل بریتانیا است. وی از سال ۱۹۹۹ میلادی تاکنون مشغول فعالیت بوده‌است.
- کسب‌وکار (فیلم) (۲۰۰۵)
- راکنرولا (۲۰۰۸)